# Kom-Minyor
Kom-Minyor ist ein bulgarischer Fußballverein aus der Stadt Berkowiza.

## Geschichte
Der Verein Kom-Minyor wurde 1957 unter dem Namen FC Kom gegründet. 1972 schaffte der Verein erstmals den Aufstieg in die B Grupa, doch fünf Jahre später stieg man wieder in die Amateurligen ab. Im Sommer 2007 fusionierten sich der FC Kom und der FC Minyor 2002 Draganitsa zu Kom-Minyor zusammen. Nach der Saison 2007/08 erfolgte der Aufstieg in die Gruppe West der B Grupa und in der darauffolgenden Saison 2008/09 konnte die Klasse als Tabellenelfter gehalten werden. In der Saison 2010/11 absolvierte die Mannschaft nur 16 Spiele und wurde dann vom Ligabetrieb zurückgezogen.

## Stadion
Das Gradski Stadion Berkowiza, dem „städtischen Stadion Berkowiza“, bietet 6000 Zuschauern Platz.

## Ehemalige Spieler
- Saša Antunović, u. a. Profi in Belgien und Serbien
- Kaloyan Karadzhinov, ehemaliger Nationalspieler Bulgariens und ehemaliger Profi in China